# Dekanat Geldersheim
Das Dekanat Geldersheim oder Archidiakonat Geldersheim ist ein ehemaliges Dekanat des römisch-katholischen Bistums Würzburg. Der kirchliche Amtsbezirk bestand zwischen 1811 und 1905.  

## Geschichte
Das Bistum bestand in seiner Frühzeit aus einigen wenigen Pfarreien, denen sehr viele Filialdörfer zugeordnet waren. Diese Urpfarreien verloren während des Mittelalters an Bedeutung, weil immer mehr der ehemaligen Filialen zu eigenen Pfarreien aufstiegen. Dies machte eine kompliziertere Organisation des Bistums nötig. Jeweils zehn Pfarreien wurden zu sogenannten Dekanaten zusammengeschlossen. Im 12. Jahrhundert etablierte man außerdem sogenannte Archidiakonate, die einen oder mehrere Dekanatsbezirke verwalteten.
Geldersheim war im Mittelalter als kleine Königspfalz auch kirchlich bedeutsam, wurde später aber dem Dekanat Schweinfurt zugeordnet. 
Mit der von Napoleon initiierten Säkularisation im Jahr 1803 wurde das Hochstift Würzburg als geistliches Territorium aufgelöst und ausschließlich als Bistum der römisch-katholischen Kirche etabliert. Im Jahr 1811 teilte man deshalb auch die Verwaltungseinheiten des Bistums neu ein. Geldersheim wurde Dekanatssitz und damit kirchliches Zentrum des Schweinfurter Westens und des  oberen Werntales. Das Gebiet orientierte sich im Wesentlichen am Verlauf der Wern von ihrem Ursprung bei Rannungen im Nordosten bis nach Eßleben im Südwesten. Auch die katholische Pfarrei in Schweinfurt gehörte zum Dekanat Geldersheim.

## Pfarreien und deren Filialen
- Bergrheinfeld
- Ebenhausen mit Hain und Poppenhausen
- Egenhausen
- Eltingshausen
- Eßleben mit Rieden
- Ettleben
- Euerbach mit Obbach
- Geldersheim
- Hergolshausen mit Garstadt
- Kronungen mit Oberwerrn
- Kützberg
- Maibach mit Hambach und Dittelbrunn
- Opferbaum
- Pfersdorf mit Oerlenbach und Holzhausen
- Rannungen mit Pfändhausen und Rottershausen
- Schleerieth mit Eckartshausen, Rundelshausen und Vasbühl
- Schnackenwerth
- Schweinfurt mit Sennfeld und Zell
- Stettbach
- Waigolshausen
- Werneck mit der so genannten Kreis-Irrenanstalt (Kuratie)
- Zeuzleben